# Tadeusz Jagodziński
Tadeusz Marek Jagodziński (ur. 24 maja 1962 w Częstochowie, zm. 5 lipca 2013 tamże) − polski dziennikarz, publicysta, tłumacz.

## Życiorys
Absolwent LO im. Romualda Traugutta w Częstochowie. Laureat ogólnopolskiej olimpiady polonistycznej (1981). W latach 1981–1985 studiował anglistykę na Uniwersytecie Jagiellońskim; był zaangażowany w działalność opozycyjną (publicystyka w prasie podziemnej, kolportaż). W 1985 r. wyjechał do Londynu, skąd wspierał opozycję demokratyczną w PRL i pracował społecznie na rzecz pomocy polskiemu społeczeństwu (współpracował m.in. z Medical Aid for Poland Fund oraz z londyńską Solidarity with Solidarity).
Od 1987 do 2005 r. pracował w sekcji polskiej BBC. Po roku 1989 – jako londyński korespondent − podjął współpracę m.in. z TVP, „Gazetą Wyborczą”, „Tygodnikiem Powszechnym” i „Znakiem”, gdzie (w latach 2008-2011) prowadził stałą rubrykę autorską „Powiększenia. Świat”, poświęconą analizie sytuacji międzynarodowej (zob. „Znak” nr 700, s. 104-105). Publikował również w „Rzeczpospolitej”, „Polityce”, „Przekroju”, „Machinie” i w miesięczniku „Encounter”; był autorem haseł w „Encyklopedii PWN. Religia”.
Na emigracji ukończył London School of Economics and Political Science (2007). Od 2008 roku do śmierci pracował w Ambasadzie RP w Londynie. Dużo podróżował, zwłaszcza do Azji – interesowała go szczególnie Birma, gdzie udzielał wsparcia tamtejszej opozycji.
Na wniosek Ministra Spraw Zagranicznych pośmiertnie odznaczono go Krzyżem Oficerskim Orderu Odrodzenia Polski (2014) „za wybitne osiągnięcia w pracy dziennikarskiej i za rozwijanie polsko-brytyjskiej współpracy”.